# 30 décembre en sport
30 novembre 30 janvier
Chronologies thématiques
- Croisades
- Ferroviaires
- Disney

Le 30 décembre (364e jour de l'année ou 365e en cas d'année bissextile) en sport.

## Événements

### XXesièclede1901à1950
- (1905) :
  - (Automobile) : à Arles, Victor Hémery établit un nouveau record de vitesse terrestre : 175,44 km/h.

### XXIesiècle
- 2001 :
  - (Handball / Coupe ASOBAL ) : le FC Barcelone remporte la Coupe ASOBAL pour la cinquième fois de son histoire à la suite de sa victoire en finale 29-28 contre Portland San Antonio.

## Naissances

### XIXesiècle
- 1872 :
  - William Larned, joueur de tennis américain. Vainqueur des US open 1901, 1902, 1907, 1908, 1909, 1910 et 1911 puis de la Coupe Davis 1902. († 16 décembre 1926).
- 1883 :
  - Lester Patrick, hockeyeur sur glace puis entraîneur et dirigeant sportif canadien. († 1er juin 1960).
- 1889 :
  - Opika von Méray Horváth, patineuse artistique en individuelle hongroise. Championne du monde de patinage artistique 1912, 1913 et 1914. († 25 avril 1977).

### XXesièclede1901à1950
- 1906 :
  - Jean Laurent, footballeur français. (9 sélections en équipe de France). († 14 mai 1995).
- 1918 :
  - Lucien Leduc, footballeur puis entraîneur français. (4 sélections en équipe de France). Sélectionneur de l'équipe d'Algérie de 1966 à 1969. († 16 juillet 2004).
- 1922 :
  - Lucien Lazaridès, cycliste sur route grec puis français. († 19 juillet 2005).
- 1923 :
  - Cecilia Navarrete, athlète de sprint et de lancers puis basketteuse colombienne. († 24 avril 2001).
- 1925 :
  - Benito Lorenzi, footballeur italien. (14 sélections en équipe nationale). († 3 mars 2007).
- 1929 :
  - Roger de Lageneste, pilote de rallyes automobile et d'endurance français. († 14 octobre 2017).
- 1931 :
  - Marcel Janssens, cycliste sur route belge. Vainqueur de Bordeaux-Paris 1960. († 29 juillet 1992).
- 1932 :
  - Norbert Boucq, footballeur puis entraîneur français. († 19 février 2008).
- 1935 :
  - Sandy Koufax, joueur de baseball américain.
- 1936 :
  - Mike Spence, pilote de F1 et de courses d'endurance britannique. († 7 mai 1968).
- 1937 :
  - Gordon Banks, footballeur anglais. Champion du monde de football 1966. (73 sélections en équipe nationale). († 12 février 2019).
- 1942 :
  - Jean-Claude Barclay, joueur de tennis français.
  - Guy Edwards, pilote de courses automobile britannique.
- 1944 :
  - José Morales, joueur de baseball des Îles Vierges.
- 1945 :
  - Paola Pigni, athlète de demi-fond italienne. Médaillée de bronze au 1 500 m des Jeux de Munich 1972. Détentrice du Record du monde du 1 500 mètres féminin du 2 juillet 1969 au 20 septembre 1969. († 11 juin 2021).
- 1946 :
  - Berti Vogts, footballeur puis entraîneur allemand. Champion du monde de football 1974. Vainqueur de la Coupe UEFA 1975 et 1979. (96 sélections en équipe nationale). Sélectionneur de l'équipe d'Allemagne de 1990 à 1998, championne d'Europe de football 1996, de l'équipe du Koweït de 2001 à 2002, de l'équipe d'Écosse de 2002 à 2004, de l'équipe du Nigeria de 2007 à 2008 et de l'équipe d'Azerbaïdjan de 2008 à 2014.
- 1947 :
  - Steve Mix, basketteur américain.
- 1948 :
  - Urs Lott, hockeyeur sur glace suisse. (55 sélections en équipe nationale). († 18 juin 2012).
- 1949 :
  - David Bedford, athlète de fond britannique. Détenteur du Record du monde du 10 000 mètres du 13 juillet 1973 au 30 juin 1977.

### XXesièclede1951à2000
- 1956 :
  - François Hesnault, pilote de F1 et de courses automobile d'endurance français.
- 1957 :
  - Moussa Bezaz, footballeur puis entraîneur français. Sélectionneur de l'équipe de Palestine de 2009 à 2011.
  - Nick Skelton, cavalier de saut d'obstacles britannique. Champion olympique par équipes aux Jeux de Londres 2012 et en individuel aux Jeux de Rio 2016. Champion d'Europe de saut d'obstacles par équipes 1985, 1987 et 1989.
- 1961 :
  - Ben Johnson, athlète de sprint canadien. Médaillé de bronze sur 100 m et au relais 4 × 100 m aux Jeux de Los Angeles.
  - Charlie Nicholas, footballeur écossais. (20 sélections en équipe nationale).
- 1964 :
  - Pascal Baills, footballeur puis entraîneur français.
- 1967 :
  - Philippe Quintais, joueur de pétanque français. Champion du monde de pétanque en triplette 1991, 1993, 1995, 1996, 1998, 2001, 2002 et 2003
- 1968 :
  - Sandra Glover, athlète de haies américaine.
  - Sean Higgins, basketteur américain.
- 1971 :
  - Christophe Dumas, basketteur français. (4 sélections en équipe de France).
- 1972 :
  - Oumar Dieng, footballeur franco-sénégalais. Vainqueur de la Coupe d'Europe des vainqueurs de coupe 1996.
- 1973 :
  - Ato Boldon, athlète de sprint trinidadien. Médaillé de bronze du 100 m et du 200 m aux Jeux d'Atlanta 1996 puis médaillé d'argent du 100 m et de bronze du 200 m aux Jeux de Sydney 2000. Champion du monde d'athlétisme du 200 m 1997
- 1974 :
  - Alex Alves, footballeur brésilien. († 14 novembre 2012).
  - Khalilou Fadiga, footballeur sénégalais. (37 sélections en équipe nationale).

- 1975 :

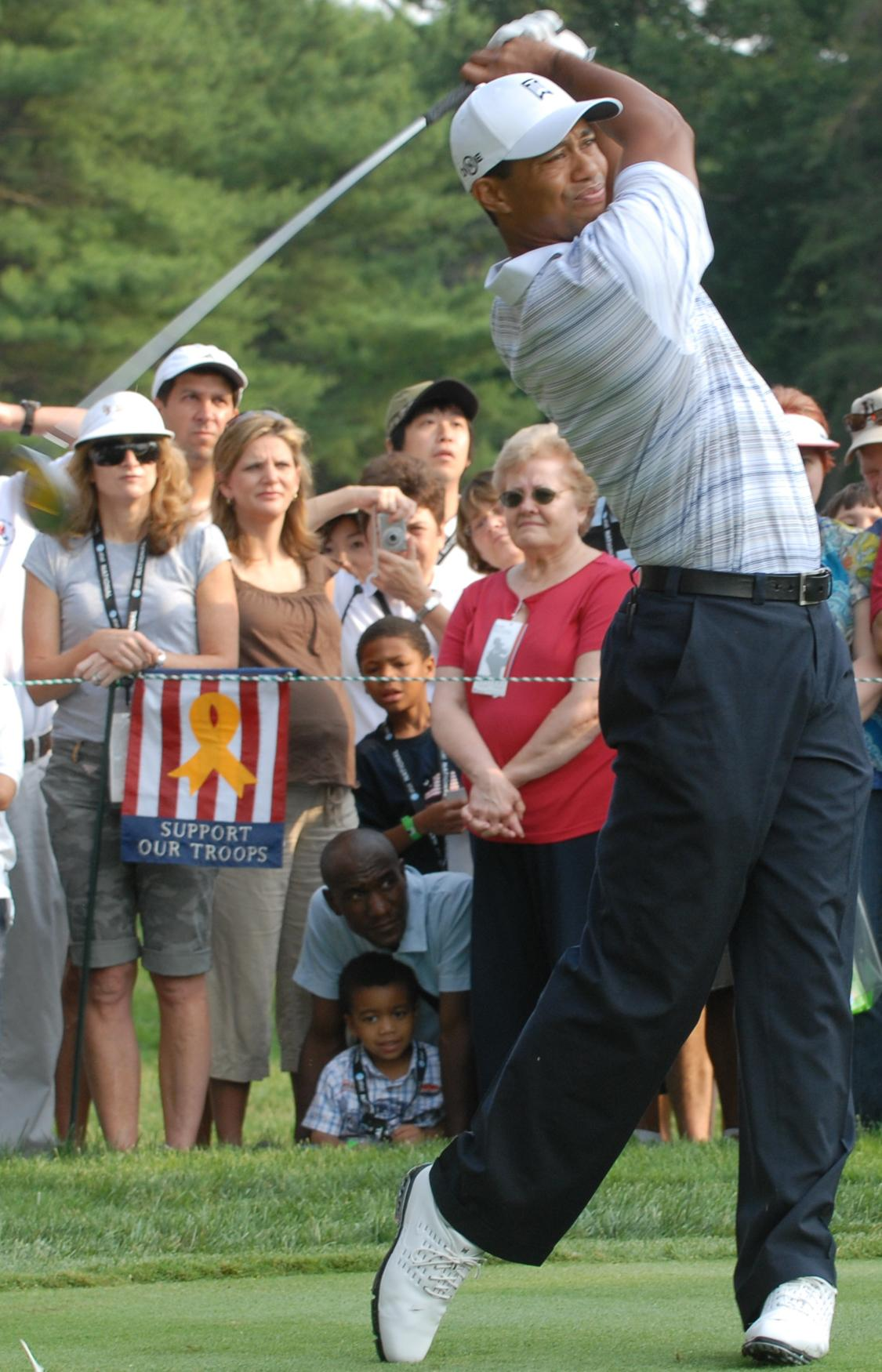
Tiger Woods.

  - Tiger Woods, golfeur américain. Vainqueur des Masters de golf 1997, 2001, 2002 et 2005, des USPGA 1999, 2000, 2006 et 2007, des US Open de golf 2000, 2002 et 2008 puis des Open britannique 2000, 2005 et 2006, de la Ryder Cup 1999.
- 1977 :
  - Jim Alapag, basketteur américano-philippin.
  - Kenyon Martin, basketteur américain.
- 1978 :
  - Devin Brown, basketteur américain.
  - Phillips Idowu, athlète de sauts britannique. Médaillé d'argent du triple saut aux Jeux de Pékin 2008. Champion du monde d'athlétisme du triple saut 2009. Champion d'Europe d'athlétisme du triple saut 2010.
  - Evanthía Máltsi, basketteuse grecque.
  - Rob Scuderi, hockeyeur sur glace américain.
- 1979 :
  - Boubacar Barry Copa, footballeur ivoirien. Champion d'Afrique de football 2015. (99 sélections en équipe nationale).
- 1980 :
  - Henry Domercant, basketteur américano-bosnien.
  - Didier Mbenga, basketteur belge.
- 1981 :
  - Ali Al Habsi, footballeur omani. (136 sélections en équipe nationale).
  - Cédric Carrasso, footballeur français. (1 sélection en équipe de France).
- 1982 :
  - Stefanie Collins, basketteuse anglaise. (31 sélections en équipe nationale).
  - Dathan Ritzenhein, athlète de fond américain.

- 1984 :

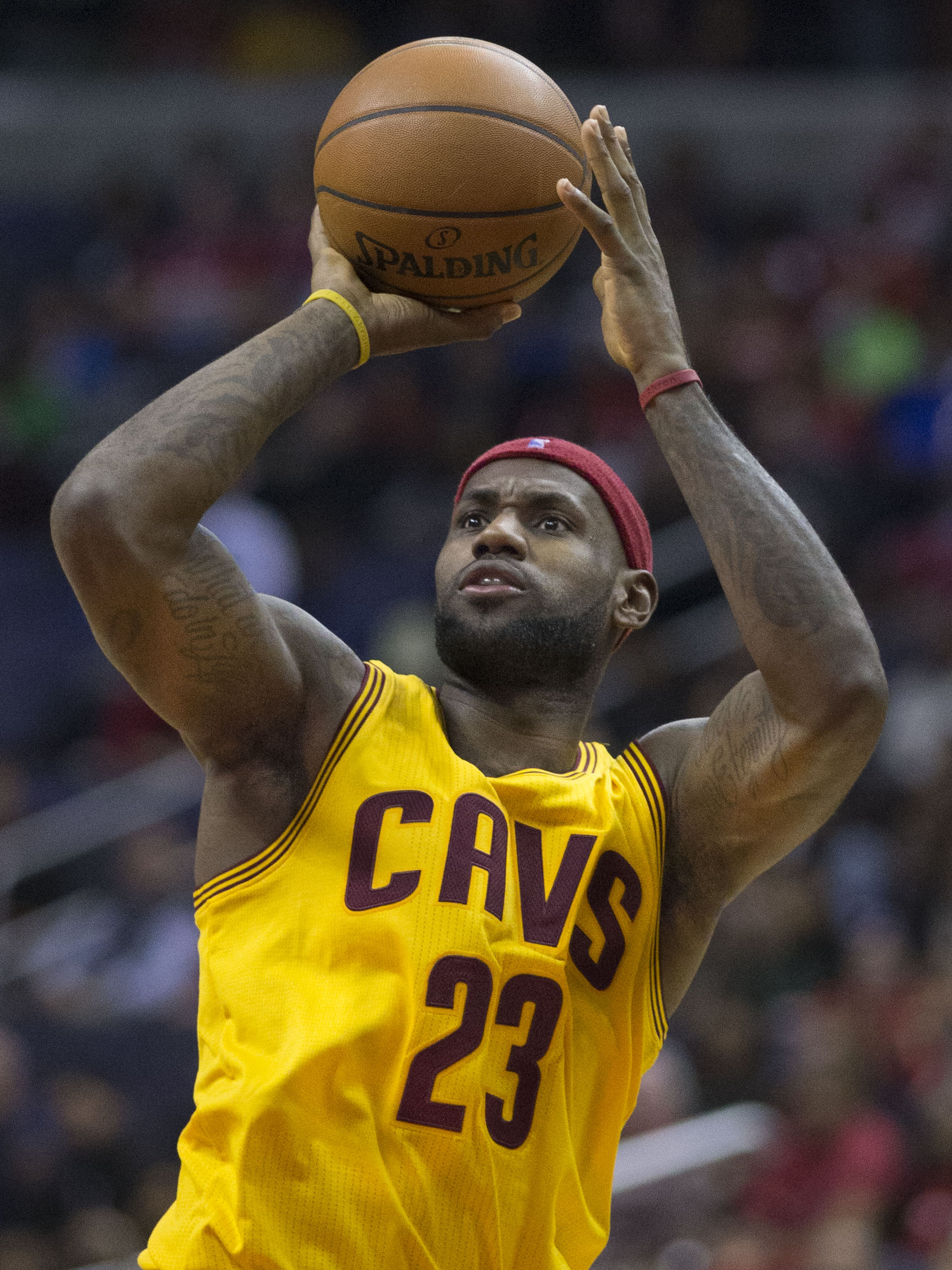
LeBron James.

  - Randall Azofeifa, footballeur costaricien. (59 sélections en équipe nationale).
  - LeBron James, basketteur américain. Médaillé de bronze aux Jeux d'Athènes 2004 puis champion olympique aux Jeux de Pékin 2008 et aux Jeux de Londres 2012. (68 sélections en équipe nationale).
- 1985 :
  - Lars Boom, cycliste sur route et de cyclo-cross néerlandais. Champion du monde de cyclo-cross 2008. Vainqueur du Tour de Belgique 2009 puis du Tour de Grande-Bretagne 2011.
- 1986 :
  - Gianni Zuiverloon, footballeur néerlandais.
  - Domenico Criscito, footballeur italien. (26 sélections en équipe nationale).
  - Onyekachi Apam, footballeur nigérian. Médaillé d'argent aux Jeux de Pékin 2008. (14 sélections en équipe nationale).
  - Apolline Dreyfuss, nageuse de synchronisée française.
- 1987 :
  - Thomaz Bellucci, joueur de tennis brésilien.
  - Jakub Nakládal, hockeyeur sur glace tchèque.
  - Tim Smyczek, joueur de tennis américain.
- 1988 :
  - Cameron Long, basketteur américain.
  - Maxime Machenaud, joueur de rugby à XV français. (38 sélections en équipe de France).
  - Eloy Vargas, basketteur dominicain. (6 sélections en équipe nationale).
- 1989 :
  - Clarisse Crémer, navigatrice française.
- 1990 :
  - Josh Navidi, joueur de rugby à XV gallois. Vainqueur du Tournoi des Six Nations 2013. (33 sélections en équipe nationale).
  - Joe Root, joueur de cricket anglais. (36 sélections en test cricket).
  - C. J. Wilcox, basketteur américain.
- 1991 :
  - Simon Casse, pentathlonien français. Médaillé d'argent par équipes aux CE de pentathlon moderne 2016 et  du relais aux CE de pentathlon moderne 2017.
  - Camila Giorgi, joueuse de tennis italienne.
  - Kurumi Nara, joueuse de tennis japonaise.
  - Gleb Retivykh, fondeur russe.
  - Pape Sané, footballeur sénégalais. (2 sélections en équipe nationale).
- 1992 :
  - Yasin Ehliz, hockeyeur sur glace allemand. Médaillé d'argent aux jeux de Pyeongchang 2018.
  - Jalen Reynolds, basketteur américain.
- 1994 :
  - Tyler Boyd, footballeur néo-zélandais puis américain. (5 sélections avec l'Équipe de Nouvelle-Zélande et 10 avec celle des États-Unis).
  - Nikola Milutinov, basketteur serbe.
  - Paul Watson, basketteur américain.
- 1996 :
  - Victoria Majekodunmi, basketteuse française.
- 1997 :
  - Alix Duchet, basketteuse française. Médaillée de bronze aux Jeux de Tokyo 2020. Victorieuse de l'Eurocoupe 2022. (35 sélections en équipe de France).
- 1999 :
  - Jean-Clair Todibo, footballeur français. (2 sélections en équipe de France).
  - Sanaâ Mssoudy, footballeuse internationale marocaine.

## Décès

### XXesièclede1901à1950
- 1906 :
  - Buller Stadden, 45 ans, joueur de rugby à XV gallois. (8 sélections en équipe nationale). (° ? 1861).
- 1927 :
  - Jan Košek, 43 ans, footballeur bohémien. (3 sélections en équipe nationale). (° 18 juillet 1884).
- 1944 : 
  - Lionel de Marmier, 47 ans, pilote de courses automobile puis aviateur et militaire français. Membre de la Résistance française. (° 4 décembre 1897).

### XXesièclede1951à2000
- 1970 : 
  - Sonny Liston, 38 ans, boxeur américain. Champion du monde de boxe poids lourds du 25 septembre 1962 au 25 février 1964. (° 8 mai 1932).
- 1977 : 
  - Américo Tesoriere, 78 ans, footballeur argentin. Vainqueur des Copa América 1921 et 1925. (38 sélections en équipe nationale). (° 18 mars 1899).
- 1988 : 
  - Ernesto Lazzatti, 73 ans, footballeur puis entraîneur argentin. (4 sélections en équipe nationale). (° 5 septembre 1915).
- 1990 : 
  - Roger Rérolle, 81 ans, athlète de fond français. (° 26 février 1909).

### XXIesiècle
- 2006 : 
  - Michel Plasse, 58 ans, hockeyeur sur glace canadien. (° 1er juin 1949).